# Save Wildlife Conservation Fund

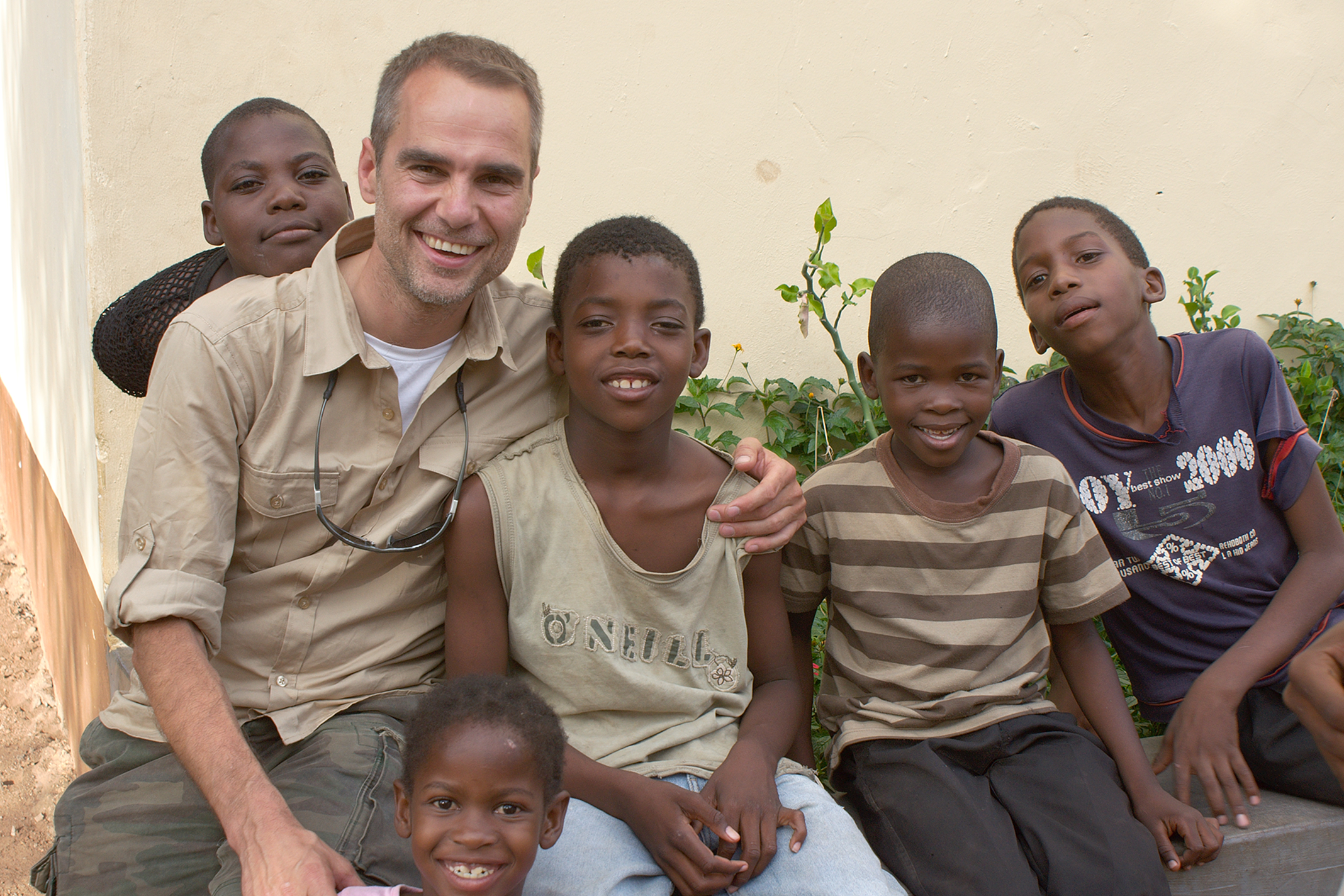
Lars Gorschlüter zusammen mit den Kindern von Bana Ba Ditlou

Save Wildlife Conservation Fund (kurz SAVE) ist eine gemeinnützige Stiftung mit Sitz in Wülfrath, Nordrhein-Westfalen. Die Stiftung wurde im Dezember 2010 vom Unternehmer Lars Gorschlüter gegründet. SAVE setzt sich für Natur- und Artenschutz ein und engagiert sich für den Erhalt der natürlichen Lebensräume von wildlebenden Tieren. Das Team von Save besteht aus nationalen und internationalen Wissenschaftlern, Pädagogen sowie anderen an Natur- und Tierschutz interessierten Menschen. Wichtige Schwerpunkte der Stiftungsarbeit sind die Durchführung von Schutzprojekten bedrohter Tierarten in Afrika, speziell in Botswana und Kamerun, sowie die Umweltbildung und Ausbildungsförderung benachteiligter Kinder und Studenten in den jeweiligen Projektgebieten.

## Selbstverständnis
SAVE sieht den Menschen als Hauptverursacher der Lebensraumzerstörung und des damit verbundenen weltweiten Artensterbens. Ziel des SAVE Wildlife Conservation Fund ist es, durch konkrete Projekte dieser Entwicklung entgegenzuwirken und die Artenvielfalt der Erde zu erhalten. Ein wesentlicher Stiftungsgedanke dabei ist es, durch soziale, karitative Projekte die Chancen der Menschen in den jeweiligen Projektländern zu verbessern und ihnen durch eine nachhaltige Nutzung der natürlichen Ressourcen eigene Einkommensmöglichkeiten zu ermöglichen. Grundsatz der Arbeit in den afrikanischen Projektländern ist deshalb die Einbeziehung der lokalen Bevölkerung. Durch gezielte Bildungsarbeit sollen sie so weit für Naturschutzfragen sensibilisiert und ausgebildet werden, dass sie am Wachstumsmarkt des nachhaltigen Safari-Tourismus teilhaben können.

## Arbeitsweise
SAVE initiiert und finanziert eigene Forschungs- und Schutzprojekte, die dem Stiftungsverständnis entsprechen. Darüber hinaus unterstützt SAVE auch bereits bestehende Projekte und Kampagnen anderer Organisationen und Verbände, die die gleichen Ziele verfolgen. Außerdem sucht SAVE den Kontakt mit politischen Entscheidungsträgern. SAVE informiert die Öffentlichkeit durch Kampagnen und Aktionen über Missstände.

## Finanzierung
Die Stiftung finanziert sich über Geld- und Sachspenden, Mitgliedsbeiträge, Zustiftungen und die Vergabe von Schirmherrschaften für einzelne Projekte.

## Themen und Projekte

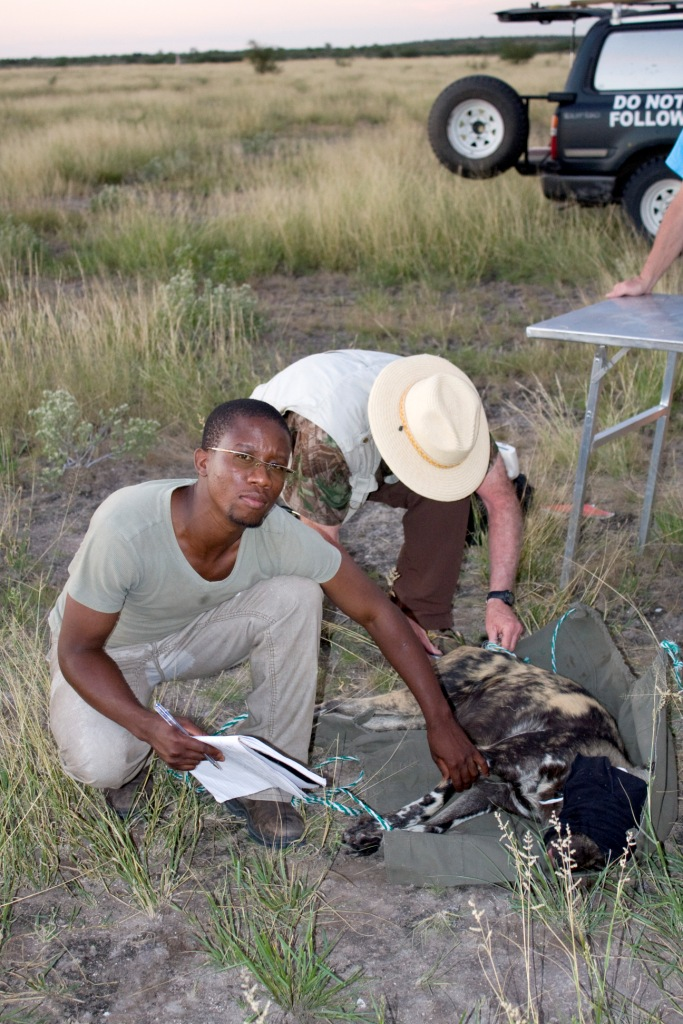
Forscher mit betäubtem Afrikanischen Wildhund

### SAVE African Animals
Der Schutz der afrikanischen Wildtiere, allen voran der großen Beutegreifer, bildet den Schwerpunkt der Arbeit von SAVE. In Botswana unterstützt SAVE Forschungsprojekte zum Schutz von Löwen und Afrikanischen Wildhunden. An oberster Stelle steht dabei das Entwickeln von Lösungsmodellen für den Konflikt zwischen Farmern und Raubtieren. Durch gezieltes Monitoring, Aufklärungsarbeit der Farmer, Umsiedlungsaktionen auffällig gewordener Tiere und Zusammenarbeit mit der botswanischen Nationalparkbehörde sollen die Tierbestände geschützt und ein friedliches Zusammenleben zwischen Mensch und Tier ermöglicht werden. Weitere afrikanische Forschungsprojekte von SAVE beschäftigen sich unter anderem mit dem Wanderungsverhalten der Zebras und mit Nutzen und Risiken von Wildzäunen in Botswana. Ein anders Forschungsprojekt widmet sich den letzten Tüpfelhyänen im Kongobecken.

### SAVE the Oceans
Mit Aufklärungskampagnen, Öffentlichkeitsarbeit und gezielten Aktionen setzt sich SAVE für den Schutz der Meere und ihrer Bewohner ein. SAVE engagiert sich gegen die Überfischung der Meere und fordert dazu eine nachhaltigere Fischereipolitik. Besondere Bemühungen gelten dem Schutz der Haie und des vom Aussterben bedrohten Roten Thunfisch. SAVE setzt sich gegen den Walfang und gegen Treibjagden auf Delfine ein. Die Stiftung fordert außerdem ein Ende der Haltung von Delfinen in Gefangenschaft.

### SAVE the Forests
Die tropischen Regenwälder der Erde beherbergen unzählige, teils einzigartige Tier- und Pflanzenarten. Trotzdem nimmt die Vernichtung des Regenwaldes durch den Menschen immer größere Ausmaße an. Auch die afrikanischen Regenwälder am Golf von Guinea, einer der wenigen verbliebenen Biodiversitäts-Hotspots weltweit, sind durch die Einflussnahme des Menschen bedroht. Aktuell plant ein US-amerikanischer Investor die Abholzung einer etwa 70.000 Hektar großen Waldfläche, um dort eine Palmölplantage anzulegen. SAVE setzt sich aktiv für den Erhalt insbesondere dieses Regenwaldes ein. SAVE betreibt Öffentlichkeitsarbeit, sammelt Unterschriften gegen die Abholzung, klärt die Verbraucher auf, sucht Kontakt mit verantwortlichen Politikern und arbeitet mit der indigenen Bevölkerung zusammen.

### SAVE the Future
SAVE ist überzeugt, dass das Aussterben der afrikanischen Wildtiere, speziell der großen Beutegreifer, und die Zerstörung ihrer Lebensräume nur durch ein friedliches Miteinander von Mensch und Tier aufzuhalten ist. Deshalb sollen die Kinder und Jugendlichen in den Projektgebieten in speziellen Förderungs- und Bildungsprojekten ihre Umwelt kennen- und schützen lernen. Dies soll ihnen eine spätere Berufstätigkeit im Umwelt- und Tourismussektor ihrer Heimatregion ermöglichen. Sie sollen Chancen und Perspektiven aufgezeigt bekommen, wie sie zukünftig in friedlicher Koexistenz mit und für ihre Umwelt leben können. Dazu fördert und plant SAVE rund um die Nationalparks so genannte Kinderschutzzentren. Das Kinderschutzzentrum Bana Ba Ditlou in Kasane im Norden Botswanas ist das erste bereits verwirklichte Zentrum und betreut derzeit etwa 120 Kinder. Weitere Zentren sind in Planung (Stand März 2012). In den Kinderzentren finden die sonst meist chancenlosen, oft kranken oder verwaisten Kinder und Jugendliche nicht nur ein Bildungsangebot, sondern auch einen Ort der Zuflucht und Gemeinschaft. Sie werden pädagogisch betreut und medizinisch versorgt. Sie erhalten regelmäßige Mahlzeiten und können an kreativen und sportlichen Angeboten teilnehmen.

### SAVE European Wildlife
SAVE sieht es als Aufgabe, auch die heimischen Wildtiere, insbesondere die kleinen und großen Beutegreifer, zu unterstützen und ihre Wiederansiedlung zu fördern. Ein Schwerpunkt der Arbeit von SAVE in diesem Themenbereich ist die Unterstützung eines regionalen Projektes zur Rückkehr des Uhus, der sich im Kreis Mettmann und den Stadtgebieten von Wuppertal, Solingen und Remscheid angesiedelt hat. Zusätzlich wird ein Projekt zum Schutz der Wölfe in Polen unterstützt. Mit Öffentlichkeitsarbeit, finanzieller Unterstützung der Grundlagenforschung und konkreten Maßnahmen will SAVE zum Erhalt und Schutz der Tiere beitragen.

## Auszeichnungen
Im September 2011 wurde Stiftungsgründer Lars Gorschlüter für die Gründung von SAVE Wildlife Conservation Fund vom Deutschen Tierschutzbund und der Zeitschrift Funk Uhr mit dem 2. Platz des Deutschen Tierschutzpreises ausgezeichnet.